# Iowa Highway 1
Der Iowa Highway 1 ist ein Highway im Osten des US-Bundesstaates Iowa, der von Nord nach Süd verläuft.
Der Highway beginnt am Iowa Highway 2 in Keosauqua und endet am U.S. Highway 151 in Anamosa.